# フォルノーヴォ・ディ・ターロ
フォルノーヴォ・ディ・ターロ（伊: Fornovo di Taro）は、イタリア共和国エミリア＝ロマーニャ州パルマ県にある、人口約5,900人の基礎自治体（コムーネ）。

## 地理

### 位置・広がり

#### 隣接コムーネ
隣接するコムーネは以下の通り。
- コッレッキオ
- メデザーノ
- サーラ・バガンツァ
- ソリニャーノ
- テレンツォ
- ヴァラーノ・デ・メレガーリ

### 気候分類・地震分類
フォルノーヴォ・ディ・ターロにおけるイタリアの気候分類 (it) および度日は、zona E, 2602 GGである。
また、イタリアの地震リスク階級 (it) では、zona 3 (sismicità bassa) に分類される。

## 行政

### 分離集落
フォルノーヴォ・ディ・ターロには、以下の分離集落（フラツィオーネ）がある。
- Banzola, Cafragna, Camporosso, Case Borgheggiani, Case Rosa, Case Stefanini, Caselle, Citerna, Citerna Vecchia, Faseto, Fornace, La Costla, La Magnana, Le Capanne, Neviano de' Rossi, Osteriazza, Piantonia, Piazza, Provinciali, Respiccio, Riccò, Roncolongo, Salita-Riola, Sivizzano, Spagnano, Triano, Villanova, Vizzola